# Guttural Slug
Guttural Slug — датская слэм-дэт-метал группа, состоящая из 2-ух бывших участников грайндкор-группы Devouring the Deceased.
В сентябре 2012 года вышел их первый демо-альбом Intercranial Purgatory, который получил множество крайне положительных отзывов.
Влияние на музыкальный стиль Guttural Slug оказали такие группы как Cemetery Rapist, Abominable Putridity и Devourment.

## История
Guttural Slug образовалась в апреле 2012 года в качестве сайд-проекта 2-ух бывших участников грайндкор-группы Devouring the Deceased. В сентябре 2012 группа выпускает свой дебютный демо-альбом Intercranial Purgatory. Спустя полгода на лейбле Torn Flesh выходит полноформатный альбом Megalodon, в который вошли шесть треков и один бонус-трек, кавер на песню «Eyes of Abomination» от Malodorous. В 2013 году по личным обстоятельствам группу покидает вокалист и сооснователь Мауро, на место которого приходит вокалистка Саманта Мишель Смит, известная по работе в таких группах как Broken Anatomy, Fight the Demiurge и Unknown and Broken. Вскоре 29 июня 2013 года, обновлённый состав Guttural Slug представил свой новый сингл, получивший название «Atrocities». 14 июля 2019 года группа выпустила свой второй полноформатный альбом Plague of Filth.

## Стиль
Музыка Guttural Slug характеризуется ритмичными гитарными рифами с «грязным» звучанием в пониженном строе, что характерно для всего жанра  Слэм-дэт-метал, а также вокалом гуттурал и гроулинг.

## Состав

### Текущий состав
- Миккель Скотт — Гитары (2012-настоящее время)
- Джон Арент — Бас (2023-настоящее время)
- Джимми Кристенсен — Гитары (2023-настоящее время)

- Лассе Кристенсен — Барабаны (2024-настоящее время)
- Александр Кристенсен — Вокал (2025-настоящее время)

### Бывшие участники
- Мауро Гвидолин — Вокал (2012—2013)
- Джек Кристенсен — Вокал (2021-2024)
- Рейн Эспиноза — Вокал, бас (2013-2015)
- Энтони Дэвис — Вокал (2015-2021)
- Эмиль Юль — Барабаны (2023-?)

## Дискография
- 2012 — Intercranial Purgatory
- 2013 — Megalodon
- 2013 — Atrocities
- 2019 — Plague of Filth